# Aartsbisdom Ayacucho o Huamanga
Het aartsbisdom Ayacucho o Huamanga (Latijn: Archidioecesis Ayacuquensis o Huamangensis) is een rooms-katholiek aartsbisdom met als zetel Ayacucho, in Peru. De naam Huamanga is een oude naam voor de stad Ayacucho, nadat de stad in 1825 van naam veranderde. De aartsbisschop van Ayacucho o Huamanga is metropoliet van de kerkprovincie Ayacucho o Huamanga, waartoe ook de volgende suffragane bisdommen behoren:
- Caravelí (territoriale prelatuur)
- Huancavélica

## Geschiedenis
Het aartsbisdom werd opgericht op 20 juli 1609, als bisdom Huamanga, uit delen van het bisdom Cuzco, en was suffragaan aan het aartsbisdom Lima. In 1825 veranderde de stad Huamanga van naam naar Ayacucho, en werd het bisdom bekend onder de naam bisdom Ayacucho o Huamanga. Op 23 mei 1943 veranderde het van kerkprovincie en werd suffragaan aan het nieuw verheven aartsbisdom Cuzco. Op 30 juni 1966 werd het verheven tot metropolitaan aartsbisdom. 

## Parochies
Het aartsbisdom had in 2020 een oppervlakte van 43.815 km2 en telde 688.657 inwoners waarvan 85,0% rooms-katholiek was.

## Ordinarii

### Bisschoppen
- Agustín de Carvajal (7 mei 1612 - 19 augustus 1618)
- Francisco Verdugo Cabrera (14 maart 1622 - 20 juli 1636)
- Gabriel de Zarate (14 december 1637 - 1638)
- Antonio Corderiña Vega (26 mei 1642 - 1649)
- Andrés García de Zurita (1649 - 4 april 1650; coadjutor sinds 10 februari 1648)
- Francisco de Godoy (2 mei 1650 - 1 september 1659)
- Cipriano Medina (16 februari 1660 - 1664)
- Vasco Jacinto de Contreras y Valverde (7 juni 1666 - 1668)
- Cristóbal de Castilla y Zamora (11 juni 1668 - 8 november 1677)
- Sancho de Andrade de Figueroa (12 juni 1679 - 15 november 1688)
- Francisco Luis de Bruna Rico (6 december 1688 - 1689)
- Mateo Delgado (12 december 1689 - juli 1695)
- Diego Ladrón de Guevara (11 april 1699 - 15 september 1704)
- Francisco de Deza y Ulloa (17 december 1716 - 22 april 1722)
- Alfonso Roldán (30 augustus 1723 - 22 februari 1741)
- Miguel Bernardino de la Fuenta y Rojas (7 augustus 1741 - 1742)
- Francisco Gutiérrez Galeano (25 januari 1745 - 12 oktober 1748)
- Felipe Manrique de Lara (23 februari 1750 - 31 januari 1763)
- José Luis de Lila y Moreno (20 augustus 1764 - 25 december 1768)
- Miguel Moreno y Ollo (12 maart 1770 - februari 1780)
- Francisco López Sánchez (10 december 1781 - 2 maart 1790)
- Bartolomé Fabro Palacios (11 april 1791 - 10 juli 1795)
- Francisco Matienzo (27 juni 1796 - 1802)
- José Antonio Martínez de Aldunate (26 maart 1804 - 8 april 1811)
- José Vicente Silva Avilés y Olave Salaverría (15 maart 1815 - 26 oktober 1816)
- Pedro Gutiérrez de Cos y Saavedra Seminario (16 maart 1818 - 13 maart 1826)
- Juan Rodríguez Reymúndez (17 september 1838 - niet in bezit genomen)
- Santiago José O’ Phelan Recabarren (12 juli 1841 - 22 september 1857)
- José Francisco Ezequiel Moreyra (27 maart 1865 - 23 maart 1874)
- Juan José de Polo Valenzuela (17 september 1875 - 2 november 1882)
- Julian Cáceres Negrón (19 januari 1893 - 21 februari 1900)
- Fidel Olivas Escudero (19 april 1900 - 12 april 1935)
- Francesco Solano Muente y Campos (30 mei 1936 - 21 juli 1939)
- Victorino Alvarez (15 december 1940 - 2 maart 1958)

### Aartsbisschoppen
- Otoniel Alcedo Culquicóndor (28 augustus 1958 - 20 november 1979)
  - Elías Prado Tello (hulpbisschop: 5 augustus 1972 - 22 november 1985)
- Federico Richter Fernandez-Prada (20 november 1979 - 23 mei 1991; coadjutor sinds 20 september 1975)
- Juan Luis Cipriani Thorne (13 mei 1995 - 9 januari 1999; hulpbisschop sinds 23 mei 1988, later kardinaal)
- Luis Abilio Sebastiani Aguirre (13 juni 2001 - 6 augustus 2011)
  - Gabino Miranda Melgarejo (hulpbisschop: 3 juli 2004 - 24 mei 2013)
- Salvador Piñeiro García-Calderón (6 augustus 2011 - heden)

Ayacucho o Huamanga (aartsbisdom) · Caravelí (territoriale prelatuur) · Huancavélica